# Sven Markelius
Sven Gottfrid Markelius (Estocolmo, 25 de outubro de 1889 – Estocolmo, 24 de fevereiro de 1972) foi um arquiteto modernista sueco de estilo funcionalista. Markelius foi marcante no planejamento urbano de Estocolmo após a Segunda Guerra Mundial, por exemplo na criação do subúrbio modelo de Vällingby (década de 1950).

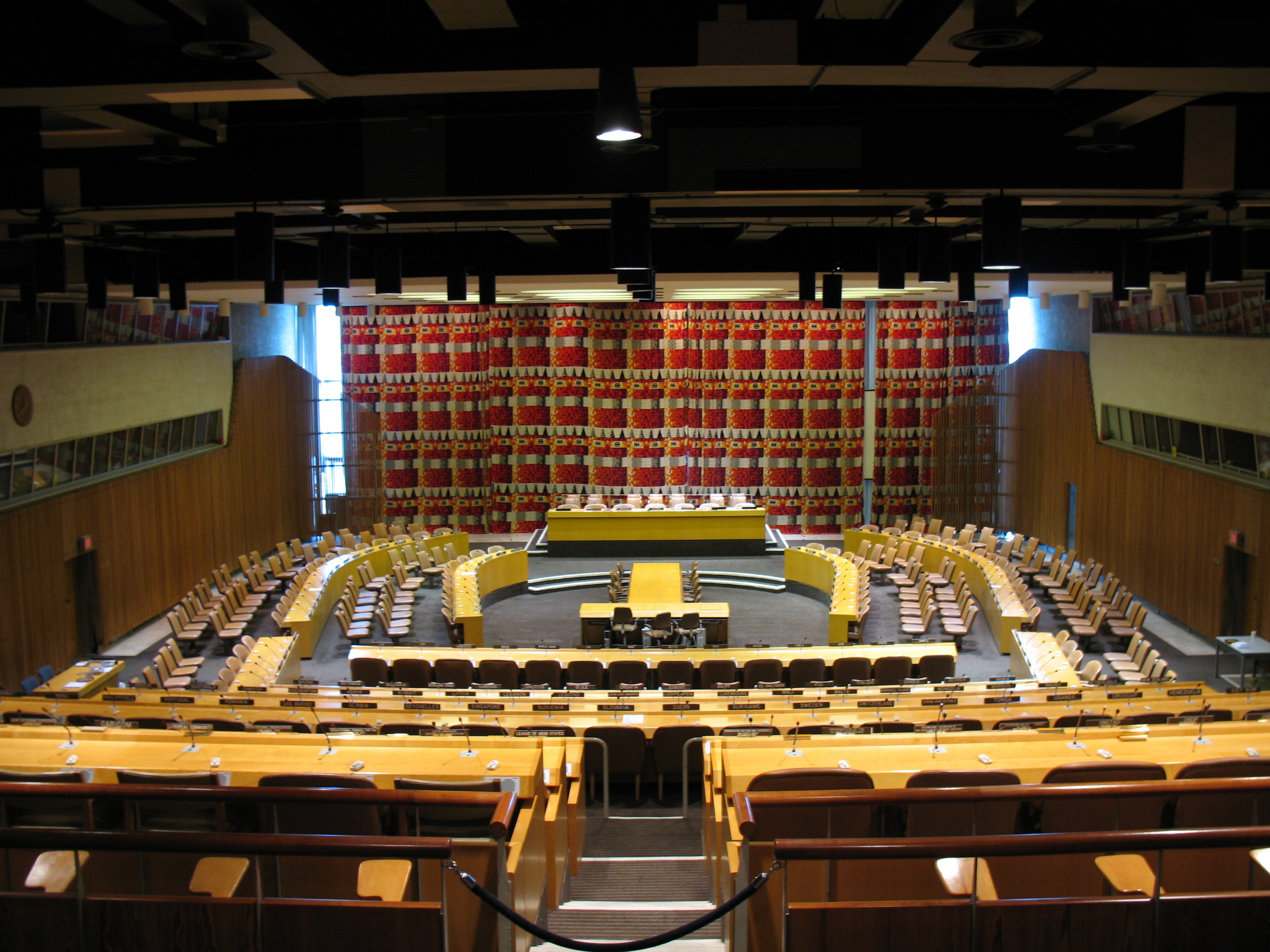
O Conselho Econômico e Social das Nações Unidas, Nova Iorque

Estudou no Instituto Real de Tecnologia e na Academia Real de Artes da Suécia em Estocolmo, de 1910 a 1915, trabalhando depois nos escritórios de Ragnar Östberg e Erik Lallerstedt. Desenvolveu interesse precoce por moradias e planejamento, sendo um dos membros fundadores do Congresso Internacional da Arquitetura Moderna (CIAM) em 1928, e participou da seção de moradia moderna da Stockholm Exhibition (1930), o nascimento do funcionalismo sueco.
Em 1931 foi coautor com outros cinco arquitetos do manifesto em tamanho de livro Acceptera! ("Aceite!"), promovendo diretamente o modernismo como um conjunto de valores culturais. Sua associação com a reformadora sueca Alva Reimer Myrdal resultou em um projeto para uma casa coletiva de vivência comum de 57 unidades no centro de Estocolmo, em 1935. A edificação oferecia comodidades comuns como creches, cozinha comunitária e espaços sociais, todos mais ou menos inspirados no Narkomfin Building em Moscou. Markelius morou na casa coletiva durante 30 anos, servindo como um faz-tudo não oficial, para garantir que o edifício funcionasse da forma projetada, e para mostrar seu compromisso com os valores da habitação social.
Nesta época, entre seus principais projetos cívicos Markelius começou a trabalhar no Concert Hall em Helsingborg em 1932. Em 1952 Markelius foi nomeado para o conselho de consultores de projeto para o United Nations Secretariat Building pela Suécia. No fim de sua carreira voltou sua atenção para o planejamento de cidades.
Em 1949 Markelius recebeu o Prêmio Memorial Howland e em 1961 a Medalha Príncipe Eugênio. Em 1962 recebeu a Medalha de Ouro do RIBA.

## Edificações significativas
- 1931 - Student Union at the Royal Institute of Technology, Estocolmo, com Uno Åhrén
- 1932 - Casa de Concertos de Helsingborg (Helsingborgs konserthus; completado em 1934)
- 1933 - Villa Markelius, sua casa em Estocolmo
- 1935 - Casa Coletiva em Estocolmo
- 1937 - Villa Myrdal
- 1939 - Pavilhão sueco na Feira Mundial de Nova Iorque de 1939-40
- 1945 e depois - planejamento de cidade para o Saneamento de Norrmalm, Estocolmo
- 1952 - Interior de Conselho Econômico e Social das Nações Unidas, no United Nations Secretariat Building, uma oferta da Suécia para as Nações Unidas
- 1953 - Planejamento original do bairro de Vällingby em Estocolmo
- 1960 - Casa do Povo de Estocolmo (Folkets hus i Stockholm)
- 1961-1966 - Casa da Suécia (Sverigehuset; Kungsträdgården, Estocolmo]
- 1962 - um dos cinco edifícios Hötorget, Estocolmo

## Imagens

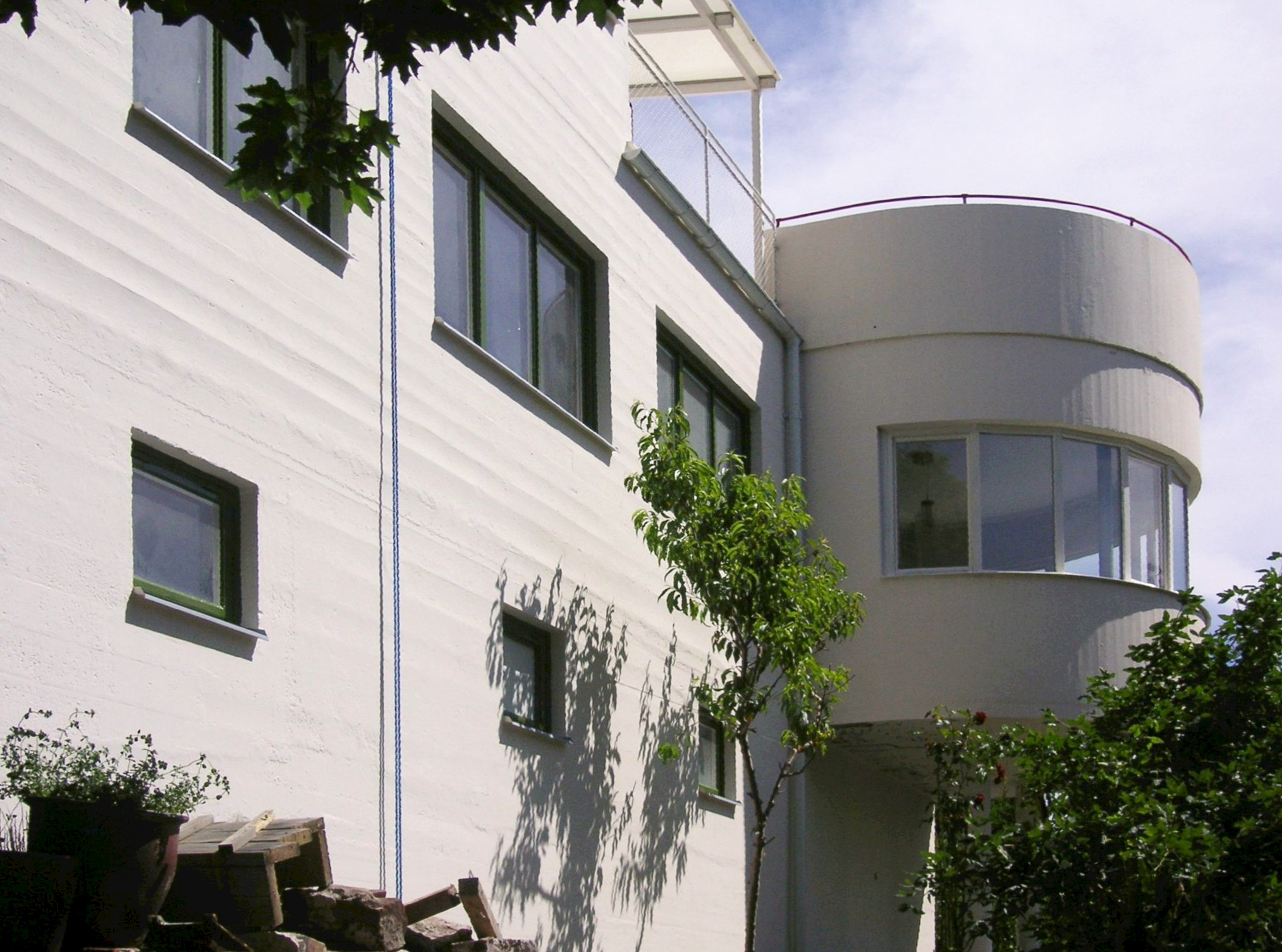
Villa Markelius 1933
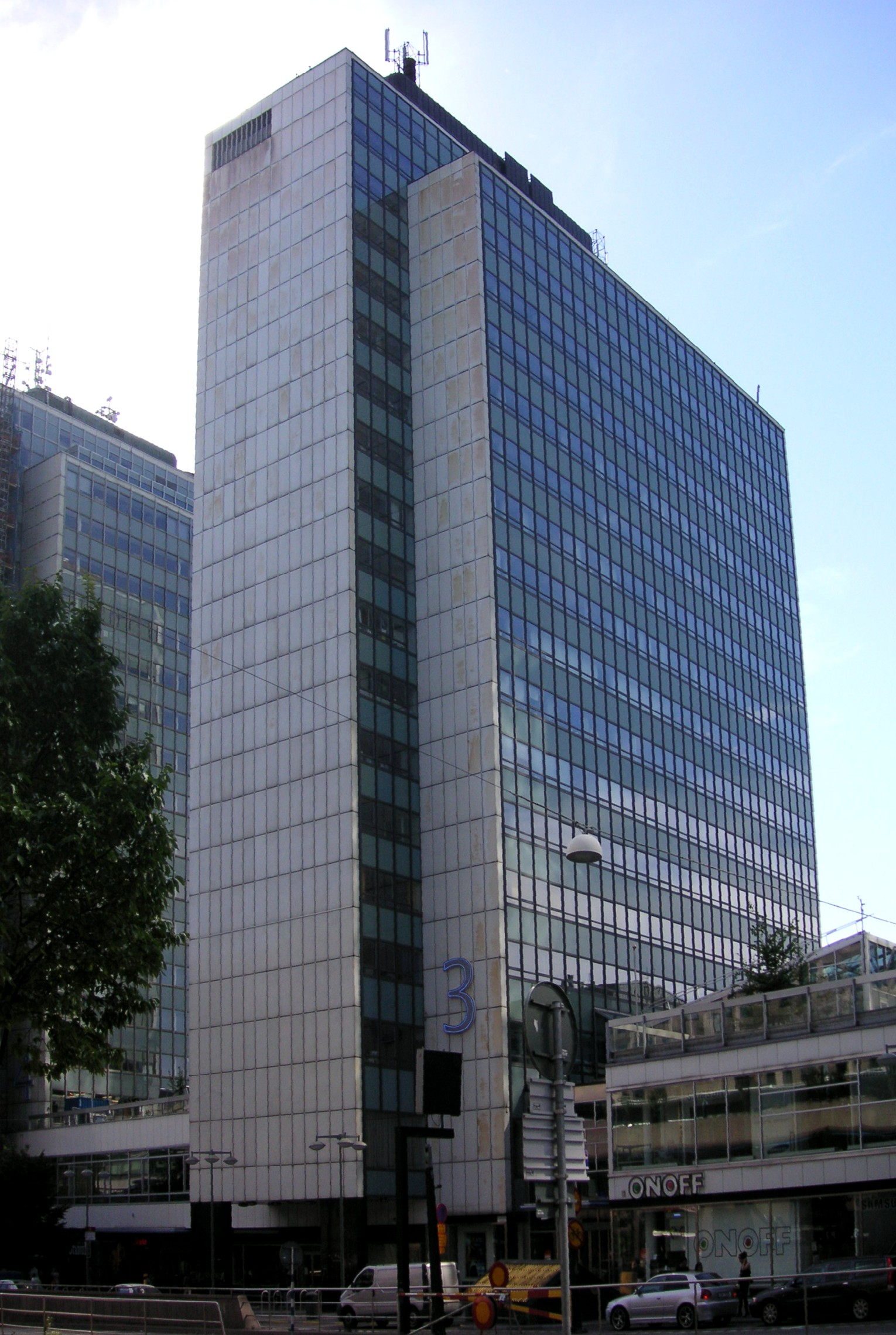
Hötorget #3
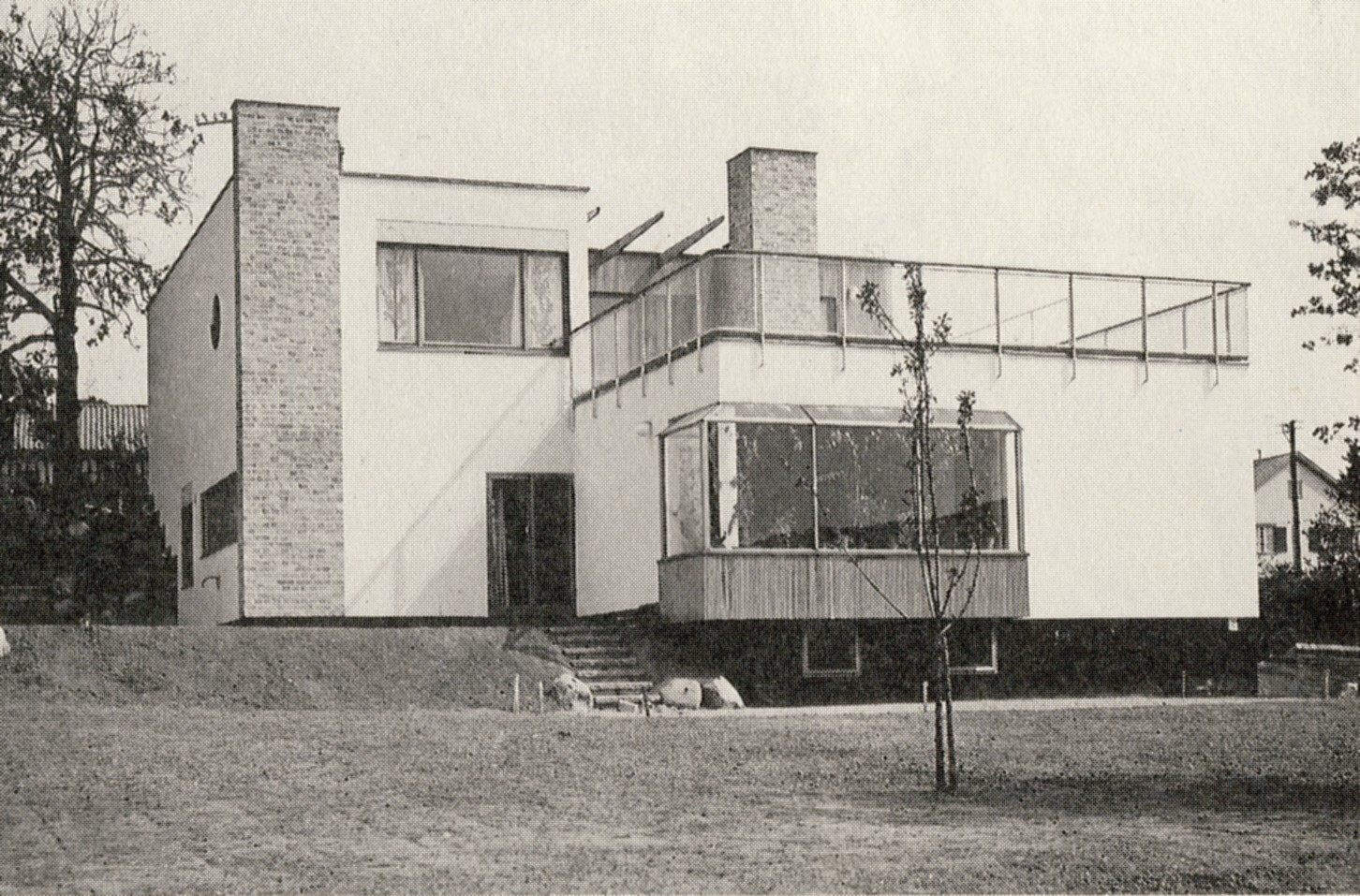
Villa Myrdal, 1937
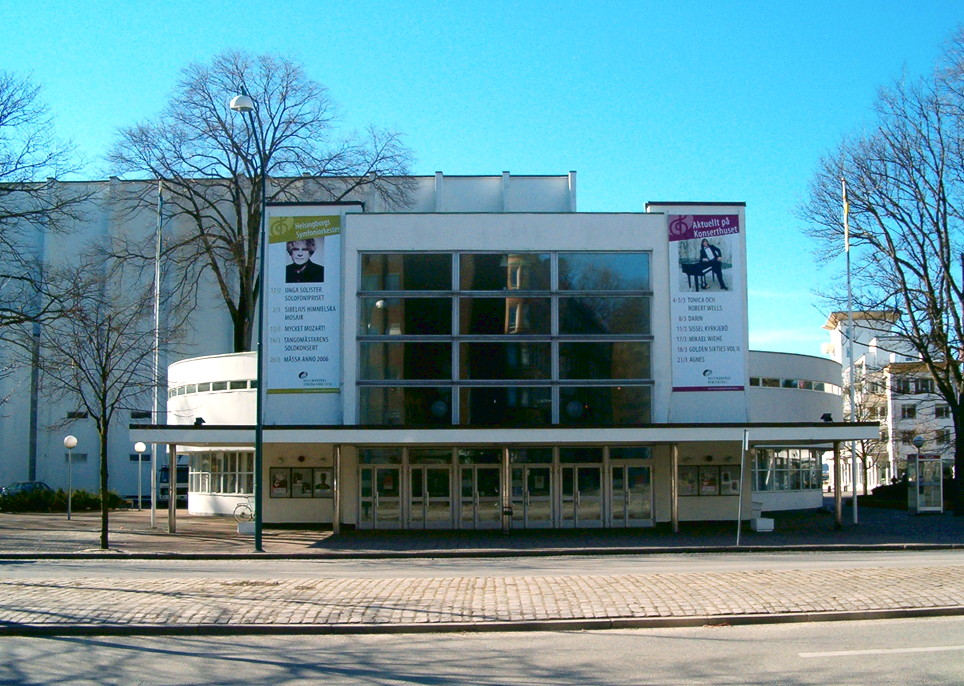
Helsingborg Concert House, 1932